# Очеретянка
Очеретя́нка (в начале XXI в. также Жуко́вка) — река в Харьковской области и городе Харькове, правый приток реки Харьков.

## Описание
Длина реки составляет более 12 км. Исток расположен к северу от Окружной автомобильной дороги и к востоку от Харьковского шоссе в Очеретянском бору лесопарка в Харьковском районе области.
Течёт в долине между двумя вытянутыми холмами-водоразделами: по левому берегу, на котором находятся Даниловское лесничество, Даниловский лесопитомник, дендропарк УкрНИИЛХА, основная часть 17-го кладбища, Гусары́ и Большая Даниловка, — водораздел между рекой Харьков и Очеретянкой; по правому (нагорному, более высокому), где расположены посёлок Лесное Дергачёвского района, лесопарк, Алешки́, парк «Жуки», электрическая подстанция, посёлок Жуковского, ХАИ и Ши́шковка, — водораздел между реками Очеретянка и Саржиным яром.
Впадает в реку Харьков с севера в районе Ближняя Даниловка на Яровой улице.
Летом река мелеет, выше лесничества часто пересыхает.
Оба берега реки высокие, правый (нагорный) выше.
Зимой, в конце ноября — начале декабря река замерзает. Вскрывается в начале марта.

## Гидрографические и другие объекты
Исток — Очеретянский бор выше пос. Лесное.
- Пруд в посёлке Лесное (Дергачёвский район) ниже Белгородского шоссе (трасса М-20), место купания.
- Харьковский лесопарк по обоим берегам
- Трёхозёрье, или Триозёрье: три озера каскадом расположены друг за другом[3] от пос. Лесное до Окружной дороги:

Лесное озеро, за ним безымянное, за ним Тенистое озеро ровно на 495 км трассы М-03 выше дамбы Окружной дороги.
Фельдман экопарк (открыт в 2010 году) на правом берегу двух из этих озёр (расположен от Трёхозёрья до шоссе Белгород-Харьков).
- Даниловское (ныне Южное) лесничество[4] — левый берег.
- Данилова криница (колодец и источник) на левом берегу в Даниловском лесничестве.
- Харьковский лесопарк по правому берегу.
- 17-е городское кладбище по обоим берегам, в основном на левом.
- Алешки[5] (район Харькова, б. деревня) на правом берегу. Отличительная особенность — все её улицы были после 1961 года названы именами советских космонавтов.
- Алёшкин колодец на правом берегу в Алёшкином яру.
- Алёшкин ручей — правый приток, впадает в Алешка́х.
- Жуко́вский источник на правом берегу перед озером Очере́т, ниже посёлка Жуковского.
- Гусары́ (район Харькова) на левом берегу.
- Озеро Очерет, или Очеретя́нское, или пруд 5-й участок (назван по ликвидированному советскому совхозу, ранее над ним стояли коровники); на его берегу расположен парк «Жуки», с 2007 года частный. Название взято по фамилии русского учёного-аэродинамика Николая Жуковского, в честь которого названы ХАИ и вышерасположенный посёлок Жуковского.
- Большая Даниловка сначала по левому, затем по обоим берегам.
- Болото в районе улицы Котляры́ — левый берег.
- Очеретянская левада (заливные луга) с новым руслом Очеретянки — между Нагорным районом (ул. …), улицей Чапаева и улицей Челюскина. С 2008 года левада застраивается, по правому берегу насыпается грунт под застройку.
- Небольшой Данилов остров прямо против устья Очеретянки на Журавлёвском водохранилище.

Устье — Журавлёвское водохранилище

## Автомобильные мосты
- Улица Горького села Лесное (дамба).
- Харьковская окружная автомобильная дорога (дамба).
- Мост между двумя берегами 17-го городского кладбища.
- Между ул. Гризодубовой (левый берег, район Гусары) и Гагарина (правый, район Алешки): река «спрятана» в трубу, над ней автодорога.
- Озеро Очерет — дамба, в настоящий момент непроезжая (перекопана).
- Улица Челюскина — мост.
- Улица Чапаева — мост.
- Улица Яровая — мост.

## Происхождение названий
Первоначально названа по украинскому слову «очерет» — камыш, который в изобилии произрастает по берегам реки; или же по водоплавающей птице очеретянке (малоросс., рус. камышовке), живущей в камышах; так же река и назвалась несколько сот лет (как минимум, с 1787 года, что видно по карте Харьковского уезда).
С появлением на высоком нагорном берегу реки в 1970-е годы многоэтажной застройки посёлка Жуковского его новые жители, не зная прежнего названия реки, иногда неофициально стали называть речку «Жу́ковка» по названию своего посёлка (названного, в свою очередь, именем русского учёного Николая Егоровича Жуковского), что отразилось на двух планах Харькова (СПАЭРО Плюс, Х, 2009 года и Института новых технологий, К, 2009 года («официальное» название реки осталось прежним — Очеретянка).

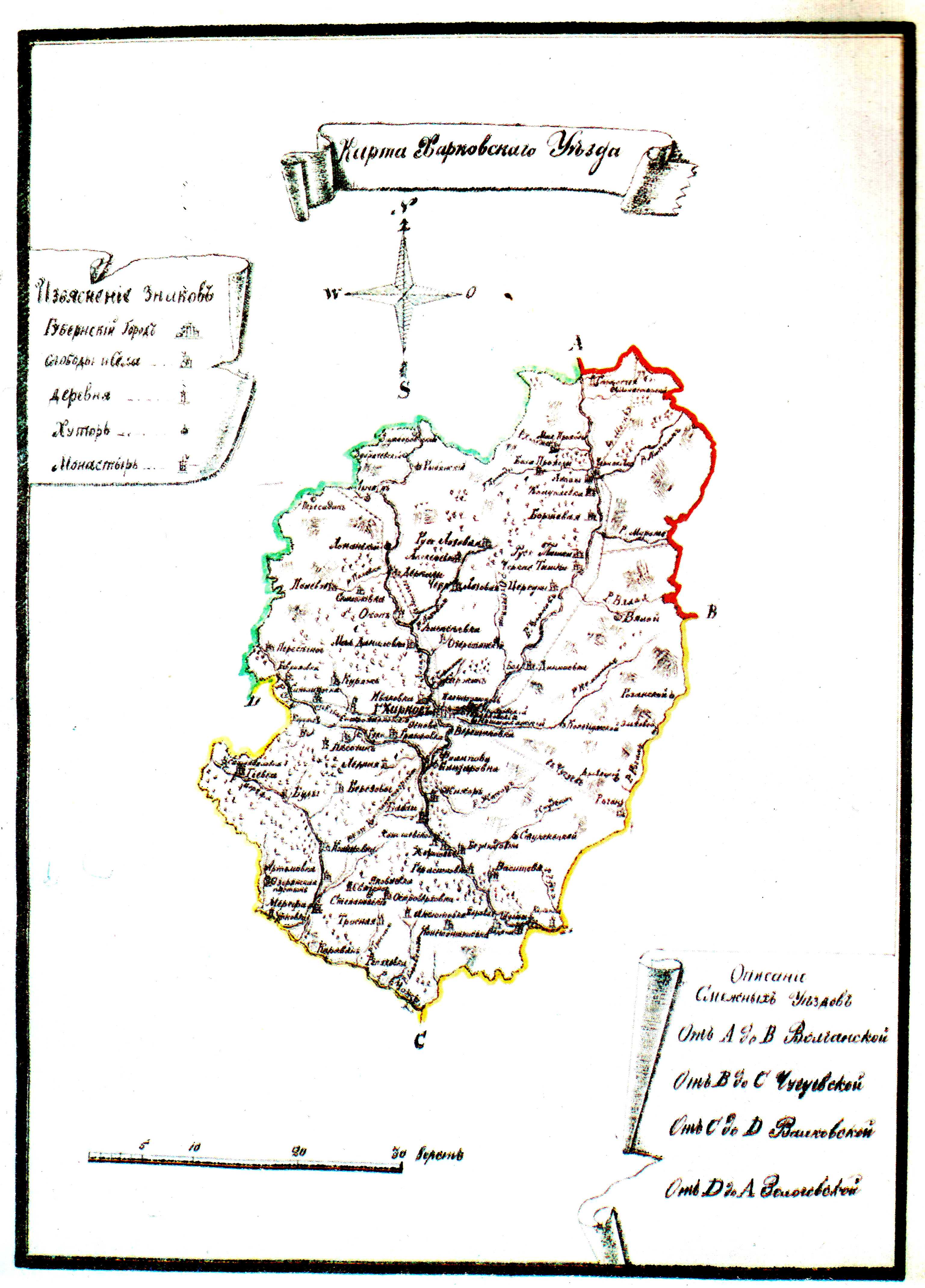
Очеретянка и одноимённый хутор на карте Харьковского уезда 1788 года

## В топонимике
Гидроним дал названия:
- Хутору Очеретянскому (на правом берегу реки, ныне не существует);
- Очеретянскому лесному бору в Харьковском районе;
- Очеретянской балке (между Очеретянским бором и рекой Харьков), по которой река течёт;
- Озеру Очерет, на берегах которого находится лесопарк «Жуки»;
- Очеретянской леваде (заливным лугам на Большой Даниловке);
- Очеретянской набережной (до 2013 Южная и Восточная набережные, левый берег реки) в Большой Даниловке.

## Исторические факты
- Согласно «Топографическому описанию Харьковского наместничества» 1785 года, Очеретянка — 16-я по длине из 33-х речек Харьковского округа (8 вёрст)[9].
- С середины XVIII века на правом берегу реки возник хутор Очеретянский, находившийся ниже (по уровню земли) нынешнего района посёлка Жуковского (находящегося в Нагорном районе).
- Река отделяет посёлок Жуковского от Большой Даниловки.
- На Очеретянке расположено самое большое в городе 17-е городское кладбище (основная часть — на левом берегу).
- До середины 2000-х годов старое русло реки на Очеретянской леваде подтапливало участки и застройку частного сектора по улице Чапаева. По наказу избирателей депутат Харьковского городского совета нескольких созывов от Большой Даниловки Геннадий Кернес в 2004 году, спрямив реку, выкопал новое русло, отодвинув его от ул. Чапаева и приблизил к Нагорному району — на участке реки от улицы Челюскина до улицы Чапаева.